# Шемахинская астрофизическая обсерватория
Шамахинская астрофизическая обсерватория имени Насреддина Туси Национальной Академии Наук Азербайджана (НАНА ШАО) была создана 17 ноября 1959 года по указу №975 Совета Министров Азербайджанской ССР. ШАО действует как научно-исследовательский институт в составе Отделения физико-математических и технических наук НАНА. Обсерватория расположена на северо-востоке Большого Кавказского хребта, расстоянием в 150 км от города Баку, в восточной части горы Пиркули, на высоте 1435-1500 м над уровнем моря, в географических координатах λ = 48⁰ 35' 04" E, φ = 40⁰ 46' 20" N.     
Количество ясных ночей, пригодных для наблюдения, здесь достигает 150-180 в год. 16 мая 2013 года были завершены работы по капитальному ремонту, реконструкции и автоматизации Шемахинской астрофизической обсерватории.

## История
В 1927 году была создана Астрономическая экспедиция для изучения астроклимата в ряде районов Азербайджана. В Кельбаджаре, Лачине, Шемахе, Хызы и других районах Азербайджана велись работы по выбору подходящего места для будущего основания астрономической обсерватории. В результате исследований в 1953 году планировалось построить наблюдательную базу, а затем и обсерваторию в селе Пиргулу Шамахинского района. Обсерватория действовал как отдел Астрофизики в составе Института физики и математики тогдашней Азербайджанской академии наук, а затем в 1956 году как Сектор астрофизики Академии наук. С 1960 года обсерватория включена в состав Академии наук Азербайджана со статусом самостоятельного научно-исследовательского института.
В 1960-1981 годах директором обсерватории работал академик Х.Ф. Султанов, внёсший большой вклад в создание Шамахинской астрофизической обсерватории. Под его организацией и руководством в 1953-1959 годах наряду с астрономическими наблюдениями были проведены серьёзные работы по проектированию будущей обсерватории, приобретению телескопов и другого оборудования, устройству обсерватории, подготовке кадров в области астрономии. Кроме того, видные учёные М.М. Алиев, Ю.Х. Мамедалиев, Х.М. Абдуллаев, Р.Э. Гусейнов и Г.Дж. Мамедбейли сыграли существенную роль в создании и развитии ШАО. В подготовке научных кадров следует особо отметить работу сотрудников Моско́вского госуда́рственного университе́та и́мени М. В. Ломоно́сова, Ленинградского государственного университета имени А. С. Пушкина, Пулковской обсерватории РАН, Крымской астрофизической обсерватории РАН, Института земного магнетизма, ионосферы и распространения радиоволн имени Н. В. Пушкова РАН (ИЗМИРАН). В 1957 году первый телескоп - Хромосферно-фотосферный солнечный телескоп был установлен на Астрономической станции Пиркули. В 1959 г. был установлен 200-мм фотоэлектрический телескоп при помощи которого проблема изучения астроклимата местности была решена. В последующие годы были введены в эксплуатацию: Горизонтальный солнечный телескоп (1962 г.), Телескоп АСТ-452 (1964 г.), Телескоп АЗТ-8 (1970 г.), Телескоп Цейсс-600 (1980 г.). Произведённый компанией Carl Zeiss Германской Демократической Республики, этот телескоп является третьим по величине в бывшем СССР после двух идентичных 2,6-метровых телескопов российского производства, установленных в Крымской астрофизической обсерватории РАН и Бюраканской астрофизической обсерватории НАН Армении.
Уникальную роль в приобретении и вводе в эксплуатацию этого знаменитого оптического телескопа, считающегося флагманом экспериментальной науки Азербайджана, сыграли бывший президент Академии наук Азербайджана, академик Юсиф Мамедалиев и бывший вице-президент, народный поэт Самед Вургун.
С 1960 по 1980 г. в ШАО проводились регулярные астрофизические наблюдения. В эти же годы большое внимание уделялось подготовке кадров по астрофизике. С этой целью особым распоряжением первого секретаря ЦК Компартии Азербайджанской ССР Гейдара Алиева в 1976 году в Азербайджанском государственном университете была создана кафедра астрофизики. Эта кафедра сыграла важную роль в подготовке квалифицированных кадров в области астрономии.
В 1981 году решением Кабинета Министров, Шамахинской астрофизической обсерватории было присвоено имя великого азербайджанского астронома Насреддина Туси. В 1973 году к ШАО был присоединён Батабатский отдел, расположенный в Нахчыванской Автономной Республике. В 1997 году на баланс ШАО была также передана Агдеринская станция наблюдения, действовавшая на территории Нахчыванской Автономной Республики в советский период и перешедшая в собственность Азербайджанского государства после обретения независимости.
Согласно распоряжению президента Азербайджана Гейдара Алиева от 7 августа 2002 года «Об учреждении Нахчыванского филиала Национальной академии наук Азербайджана» Батабатская астрофизическая обсерватория вместе с Агдеринской наблюдательной станцией была передана в Нахчыванский филиал Национальной академии наук Азербайджана, а сейчас действует как независимая обсерватория.
Действует Бакинский городской филиал (БГБ) Шамахинской астрофизической обсерватории. Здесь проводятся обработка и анализ наблюдательных материалов и исследования в области теоретической астрофизики.
БГБ имеет особое значение в координации деятельности обсерватории и её взаимодействии с другими структурами и научно-исследовательскими институтами НАНА, а также с университетами города. Здесь проводятся защиты диссертаций, регулярные научные семинары, оформляются научные журналы обсерватории, а также управляется официальный веб-сайт.

## Руководители обсерватории
- 1959-1981 - академик Султанов Гаджибей Фараджулла оглы;
- 1981-1982 гг.- док. физ.-мат. наук. Гусейнов Октай Хансафар оглы;
- 1982-1985 - канд. физ.-мат. наук Аббасов Алик Рза оглы;
- 1985-1986 - канд. физ.-мат. наук Исмаилов Зограб Аббасали оглы;
- 1986-1988 - канд. физ.-мат. наук Рустамов Камран Ахмед оглы;
- 1988-1997 - канд. физ.-мат. наук Ахмедов Шмидт Буньяд оглы;
- 1997-2015 - чл.-корр. НАНА док. физ.-мат. наук. Кулиев Эйюб Салах оглы;
- С 2015 года по настоящее время, чл.-корр. НАНА док. физ.-мат.наук. Джалилов Намиг Сардар оглы

## Телескопы обсерватории
- Рефлектор «Carl Zeiss JENA» диаметром 2 метра введён в эксплуатацию в 1966 году. Главное зеркало параболическое, Д=2080 мм, Ф=9000 мм[9].
- Телескоп АЗТ-8, главное параболическое зеркало D=700 мм, F=2820 мм. Первая система Кассегрена F=11200 мм, относительное отверстие 1:16 и угол обзора 40' или 13x13 см2.
- Телескоп Zeiss-600, главное зеркало параболическое D=600 мм, F=2400 мм; Система Кассегрена Feqv = 7500 мм[10].
- АСТ-452, менисковый телескоп Максутова-Кассегрена, менисковая линза D=350 мм, зеркало D=490 мм, зрительная труба F=1200 мм[11]. Масштаб на фокальной поверхности телескопа 2,86'/мм. Сила света телескопа 1:3,4. Телескоп может работать в двух оптических системах: в главном фокусе и в ньютоновском фокусе. Поле зрения в главном фокусе 4°14', линейный размер поля 90 мм, в фокусе Ньютона 2°52' и 60 мм соответственно.
- Азимутальный целостат АСК-5, главное зеркало D=440 мм, зеркало Ньютона D=200 мм, F=17500 мм[12]
- АФР-3 хромосферный-фотосферный телескоп, объектив Д=130 мм, Фэкв = 9000 мм.
- Телескоп АЗТ-15 1-метровой системы Шмидта привезён в обсерваторию в 1975 году, но до сих пор не установлен в связи с исчезновением по неизвестным причинам главного зеркала. Остальное оборудование телескопа хранится на складе в ШАО. Администрация обсерватории ведёт переговоры с руководством Российской академии наук о совместной с Россией установке телескопа.

### Светоприёмники и другие устройства
2-метровый телескоп имеет следующие светоприёмники:
- Спектрограф Canberra с призмой 2x2 — для спектрального наблюдения слабых объектов;
- Трёхкамерный и двухдифракционный спектрограф главного фокуса;
- спектрограф с фокусом Кассегрена среднего разрешения;
- ПЗС-фотометр БВРк для изучения слабых объектов;
- Спектрограф Эшелле с фокусом куде;
- спектрометр Эшелле с Кассегрен фокусом с разрешением 35000;
- SHAFES — волоконно-оптический спектрограф высокого разрешения для фокуса Кассегрена (R = 56000, 28000, λ 3700-9000Å);
- UAGS + Canon + CCD Andor — для спектрального наблюдения слабых объектов;
- ПЗС-фотометр, работающий на системе BVRcİc, используемый в телескопе Zeiss-600; Телескоп оснащён редуктором фокусировки Celestron F/6.3, оптическая сила увеличена в 1,6 раза.
- спектрограф АСП-20 с F = 7000 мм в целостате АСГ; D = 1,12 Å/мм, λ 3600-7000 Å;
- Две призмы объектива с углами преломления 15˚ и 35˚40', используемые в телескопе АСТ-452;
- Алюминирующая вакуумная установка
- В 2012 году смонтирована и введена в эксплуатацию криогенная установка по производству жидкого азота ЛНП-20 для охлаждения ПЗС-светоприёмников.
- В 2007 году введена в эксплуатацию вакуумная установка немецкого производства В-240 для алюминирования поверхности астрономических зеркал[13].

## Научные достижения
- В теоретических работах по звёздной физике были сделаны новые выводы о физической природе конечного продукта звёздной эволюции. Показано, что при коллапсе при образовании нейтронной звезды образуется поток нейтрино и антинейтрино с энергией 50 эВ. Образовавшаяся при коллапсе нейтронная звезда увеличивает энергию образовавшегося в центре нейтрино и создаёт мягкий рентгеновский спектр. Рассчитаны параметры нейтронной звезды, образовавшейся с использованием релятивистской теории. Эти результаты были использованы в Баксанской нейтринной обсерватории.
- Показано, что даже очень массивные звёзды проходят в своей эволюции предколлапсную стадию. Доказано, что сверхгигантские вспышки I и II типов различаются по энергии и массе.
- Впервые составлен каталог около 700 источников сильного рентгеновского излучения.
- Впервые в Галактике определена электронная концентрация 331 пульсара.
- Показано, что пульсары расположены в кольце толщиной 8 км/с от центра галактики. На основании этого были найдены расстояние до пульсаров и некоторые его параметры.
- Впервые определена новая шкала расстояний до планетарных туманностей. Большинство полученных результатов подтверждено наблюдениями.
- Наблюдения за Солнцем ведутся с 1957 г., а результаты публикуются в международных каталогах.
- Дана модель солнечных вспышек с использованием теории ударных волн.
- Разработана МГД-теория глобальных вихревых колебаний Солнца типа Россби. Показано, что глобальные вихри, изменяя скорость процесса термоядерного синтеза в центре и оптические свойства поверхности Солнца, квазипериодически изменяют интегральный поток излучения Солнца. Полученные результаты впервые выдвинуты в качестве критического механизма глобального изменения климата на земле.
- Предложен физический механизм решения проблемы дефицита солнечных нейтрино. Разработаны основы формирования МГД-резонатора в центральной области и шумовой осцилляции (изменения типа) проходящего через него электронного нейтрино. Этот механизм может быть использован для диагностики физического состояния центра Солнца и объяснения асимметрии потока солнечных нейтрино, наблюдаемой на полюсах и экваторе.
- Исследованы механизмы формирования крупномасштабной низкочастотной турбулентности в плазме солнечного ветра, её природа и влияние на наземные экосистемы и биосистемы.
- Показано, что яркость деталей на поверхности Марса постоянно меняется, а пылевые частицы в его атмосфере образуются и исчезают. В качестве одной из основных причин показан дефицит молекул оксида азота в атмосфере Марса. Составлена топографическая карта Марса и изучена прозрачность его атмосферы.
- В спектре тёмной поверхности Венеры были обнаружены эмиссионные линии, доказывающие, что молния поражает атмосферу планеты.
- На основе статистических исследований астероидов была опровергнута теория Ольберса, согласно которой астероиды образовались в результате коллапса большого тела.
- Была предложена новая теория фрагментации кометы. Дана концепция образования гиперболических комет и метеоров.
- Исследованы изменения в атмосфере многих нестационарных звёзд (T Taurus, Ae Be Herbig, Wolf-Ray, симбиотических, гигантских, магнитных звёзд).
- Проведена классификация фотометрических кривых блеска молодых звёзд солнечного типа. Показано, что существует всего пять типов кривых блеска в зависимости от механизмов активности. Для некоторых звёзд кратковременные изменения объяснялись вращением звезды вокруг своей оси, а долговременные - двойной или солнечной активностью.
- Было показано, что внутреннее строение звёзд выше и ниже главной последовательности различно. Было доказано, что белые карлики имеют внутреннее ядро.
- Наблюдалось спектральное распределение энергии в 5 абсолютных звёздных величинах потока 3200-7500Å от 425 ярких звёзд и составлен его каталог[14]

## Направления современных исследований
- Физика Солнца - активность, атмосфера, механизмы солнечно-земных связей.
- Молодые звёзды, сверхгиганты, Вольфа-Райе, симбиотические, магнитные звёзды.
- Тела Солнечной системы - планеты, кометы и астероиды.
- Активные ядра галактик, квазары.
- Некоторые актуальные проблемы теоретической астрофизики и космологии.

## Главный научный журнал
Азербайджанский астрономический журнал (на английском языке)

## Известные астрономы
- Гаджибей Фараджулла оглы Султанов
- Надир Баба оглы Ибрагимов
- Гусейнов Рагим Айюб оглы
- Сулейман Гулу оглы Зейналов
- Инглаб Асад оглы Асланов
- Зохраб Аббасали оглы Исмаилов
- Мамед Каримбеков
- Октай Гусейнов
- Теймур Аминзаде
- Сары Азимов
- Рагим Зейналов
- Джафар Гулузаде
- Хабибулла Мамедли

## Проведённые грандиозные мероприятия
- Конгресс Международной астронавтической федерации (1972 г.)
- Международные конференции по изучению магнитных звёзд (1973, 1976)
- Пленум Астрономического совета АН СССР (1984 г.)
- Ассамблеи «Туси-800» (8 конференций за 1998-2002 гг.)
- «Периодичность и космологические проблемы» (2003 г.)
- Международная конференция, посвящённая 60-летию ШАО (2019 г.)
- Современные направления исследований физики и динамики тел Солнечной системы. (2021 г.)

## Издания
- «Циркуляр ШАО»

## Галерея

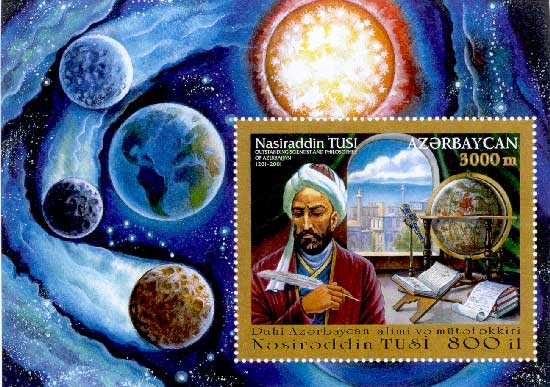
Марка Азербайджана, посвящённая 800 летию со дня рождения философа, математика и астронома Насреддина Туси.
2-х метровый телескоп ШАО
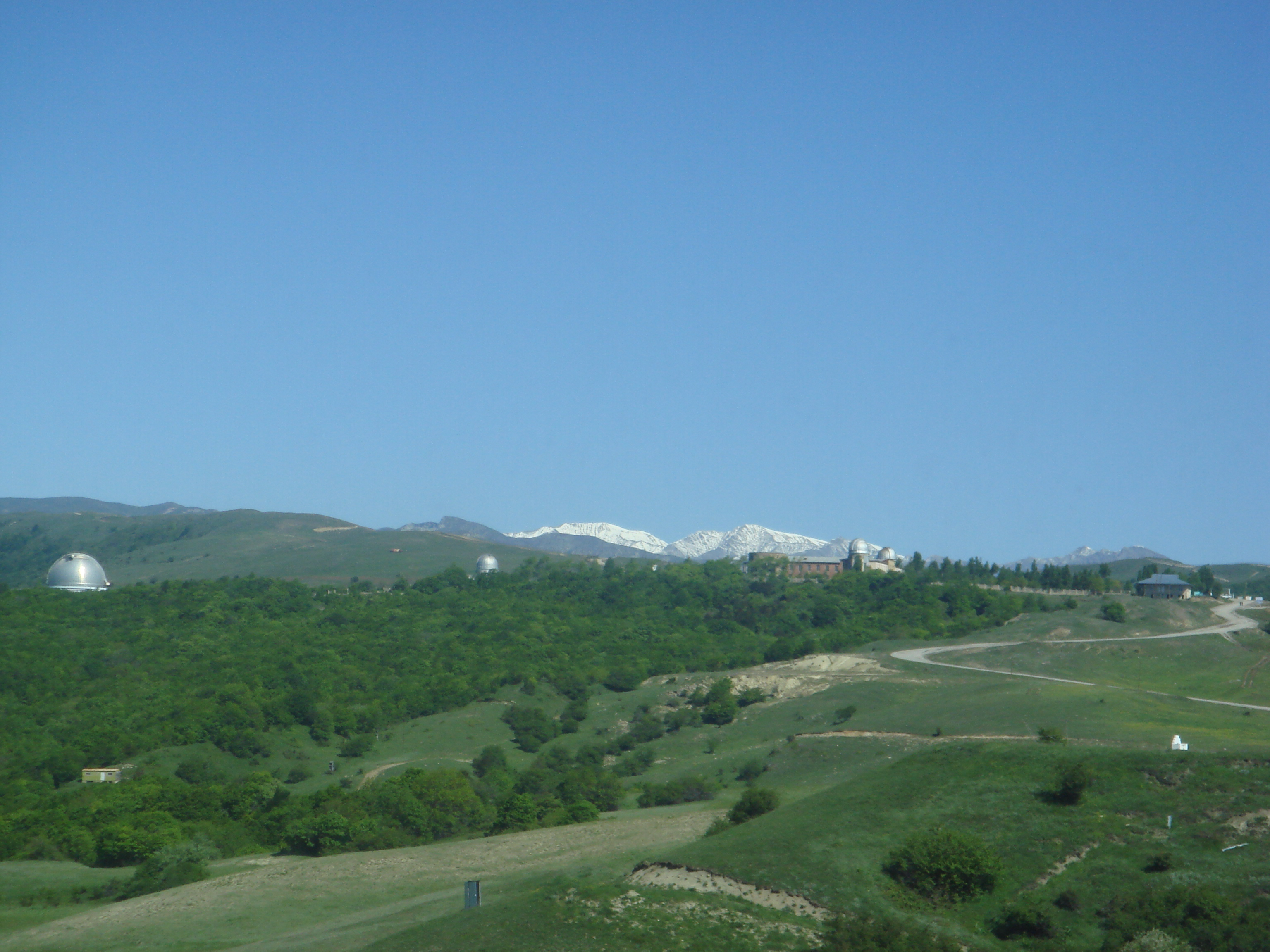
Вид на Шемахинскую Обсерваторию
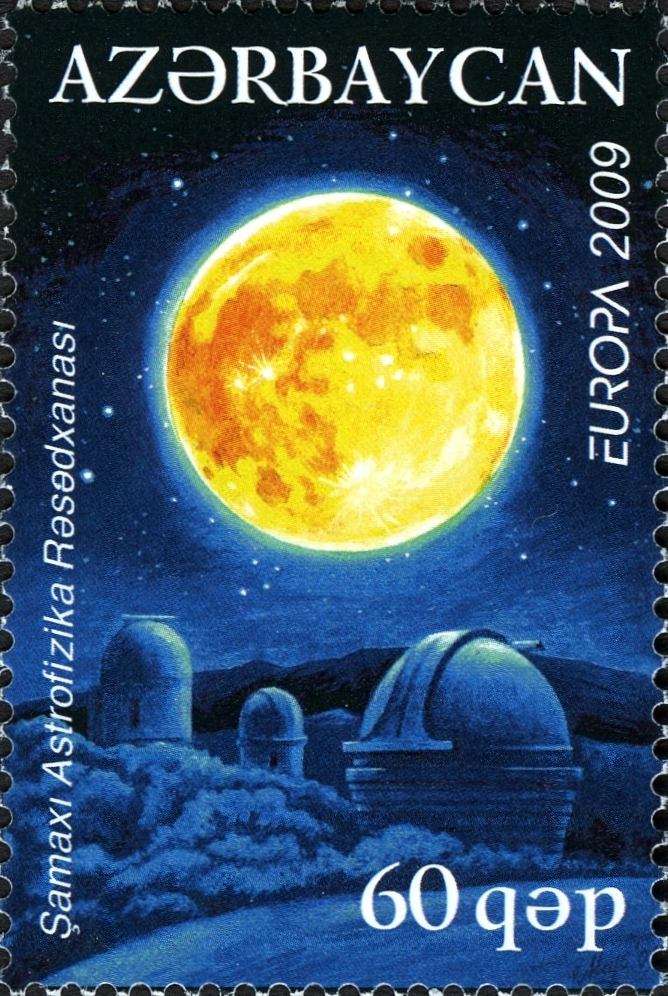
Марка Азербайджана. Шамахинская Астрофизическая Обсерватория.